# Tangram 2008
Tangram 2008 es el cuadragésimo séptimo álbum de estudio del grupo alemán de música electrónica Tangerine Dream. Publicado en junio de 2008 por el sello Eastgate destaca por ser la regrabación completa de Tangram, uno de los álbumes más conocidos del grupo, publicado originalmente en 1980.
Thom Jurek, en su crítica para AllMusic, tiene una visión negativa de la obra destacando que "lo que antaño fue una rica experiencia auditiva se ha convertido simplemente en una experiencia agradable. Esto no es ofensivo y vale la pena escucharlo una o dos veces. Si eres un fanático que siente que Tangerine Dream no puede equivocarse ya sabes que lo necesitas. Pero Tangram 2008 se percibe más como un error que como la extensión de una grabación clásica".

## Producción
Grabado en 2008 en los estudios Eastgate de Viena originalmente Tangram 2008 se planteó como un álbum de serie limitada de 2.000 copias. Posteriormente se ha reeditado en varios formatos. No es la primera vez que Tangerine Dream hace nuevas versiones de anteriores trabajos, práctica que comenzara con Phaedra 2005 (2005) y proseguiría con Hyperborea 2008 (2008).
A diferencia del álbum original, que estaba formado por 2 canciones correspondientes a cada lado del vinilo, en esta ocasión los temas se presentan en 7 composiciones enlazadas sonoramente. También destaca que todo el trabajo interpretativo y de producción fue realizado íntegramente por Edgar Froese sin contar con la participación del resto de componentes del grupo. Y aunque Tangram 2008 toma como base el álbum original contiene cambios en la instrumentación, ritmo y texturas sonoras, con la intención de otorgarle un nuevo sentido y no hacer un clon del álbum precedente. Pese a ello fue recibido con críticas negativas entre los seguidores del grupo:

"Este es otro remake de Tangerine Dream. Y otra publicación dudosa. El álbum original fue una obra maestra. Uno de sus mejores discos. En esta nueva edición se ha dividido en siete pistas, mientras que el original presentaba una canción en dos partes. Huelga decir que el conjunto suena mucho más optimista y orientado al baile que el hermoso original mucho más espacial. (...) A esta altura de su carrera no entiendo lo que la banda está tratando de alcanzar con esta publicación. ¿Ventas? No creo que hayan engañado a millones de fans con esto. ¿Innovación? ¡Qué me estás contando!."
ZowieZiggy, sobre Tangram 2008 (ProgArchives, 2009-12-22) 

## Lista de temas
| N.º   | Título                                     | Escritor(es)                                         | Duración |  |
| 1.    | «Episode 1 - Wisdom And Tragedy»           | Christopher Franke Edgar Froese Johannes Schmoelling | 7:44     |  |
| 2.    | «Episode 2 - Dragon In The House»          | Christopher Franke Edgar Froese Johannes Schmoelling | 4:21     |  |
| 3.    | «Episode 3 - Wu Wei»                       | Christopher Franke Edgar Froese Johannes Schmoelling | 4:43     |  |
| 4.    | «Episode 4 - Leaving The Masters For Good» | Christopher Franke Edgar Froese Johannes Schmoelling | 2:03     |  |
| 5.    | «Episode 5 - Point Of No Return»           | Christopher Franke Edgar Froese Johannes Schmoelling | 10:53    |  |
| 6.    | «Episode 6 - Dream Puzzle»                 | Christopher Franke Edgar Froese Johannes Schmoelling | 5:02     |  |
| 7.    | «Episode 7 - Terra Coda»                   | Christopher Franke Edgar Froese Johannes Schmoelling | 4:34     |  |
| 39:24 |                                            |                                                      |          |  |

## Personal
- Edgar Froese - intérprete, producción y diseño de portada
- Christian Gstettner - ingeniero de grabación y samplers
- Harald Pairits - masterización
- Bianca F. Acquaye - textos